# Osvaldo Moles
Osvaldo Moles, brazilski novinar, radijski voditelj in esejist, * 14. marec 1913, Santos, Brazilija; † 14. maj 1967, São Paulo, Brazilija
Pomembno je prispeval k razvoju brazilskega radia, novinarstva, medijev, literature in filma.

## Življenjepis
Rodil se je v Santosu leta 1913, njegovi predniki so bili italijanski emigranti.
Navezal je stike z nekaterimi v Braziliji delujočimi modernisti, svojo novinarsko kariero pa je začel pri Diário Nacional in tudi Correio Paulistano.
Leta 1937 je sodeloval pri ustanovitvi radijske postaje Tupi v São Paulu, leta 1941 pa je delal na radiu Record, kjer je spoznal Adonirana Barboso. Skupaj sta napisala številna besedila pesmi, na primer Tiro ao Álvaro in Joga a chave.
Leta 1967 je storil samomor, tisk pa je to dejstvo javnosti zamolčal. Širile so se govorice, da je bil v dolgovih in da je bil alkoholik, ki pa jih sedaj zavračajo kot neutemeljene. Ker je bil popularna in dobro znana javna oseba, je molk tiska prispeval k temu, da so njegova dela vse do danes ostala večini ljudi nepoznana.

## Nagrade
- 1950 - Troféu Roquette Pinto - Programador / Roquette Pinto - Redator Humorístico
- 1952 - Nagrada Saci de Cinema - Melhor Argumento / Roquette Pinto - Programador Popular
- 1953 - Prêmio Governador do Estado - por Roteiro de "Simão, o caolho"
- 1955 - Troféu Roquette Pinto - Programador Geral / Os melhores paulistas de 55 - Manchete RJ, Categoria Rádio.
- 1956 - Troféu Roquette Pinto - Programador Geral
- 1957 - Prog. Alegria dos Bairros de J. Rosemberg - 04/08/1957 - Produtor Rádio Record / PRF3-TV Os Melhores da Semana, homenagem dos revendedores Walita
- 1958 - "Tupiniquim" - Produtor / Dr. Paulo Machado de Carvalho - Associação Paulista de Propaganda - Melhor programa.
- 1959 Revista RM Prêmio Octávio Gabus Mendes – Produtor (Rádio) / Grau de Comendador da Honorífica Ordem Acadêmica de São Francisco / "Tupiniquim" - Prod. Rádio / Troféu Roquette Pinto - Prog. Hum. Rádio / Diploma de Burro Faculdade São Francisco
- 1960 - Troféu Roquette Pinto - Especial
- 1964 - Jubileu de Prata (Associação dos profissionais de imprensa de São Paulo on its 25° anniversary)